# 拋物線指標
停損點轉向操作系統（英語：Stop And Reverse），1978年在美國機械工程師、技術分析師威勒斯·威爾德（J. Welles Wilder）的著作《技術交易系統中的新觀念》裡提出，原名為抛物線指標（Parabolic）。因停損價位的軌跡類似抛物線，稱為抛物線交易系統（Parabolic Trading System），亦有人以Parabolic SAR表示。
SAR在圖形和運用上與移動平均線相似，屬於價格與時間並重之順勢交易的分析系統。

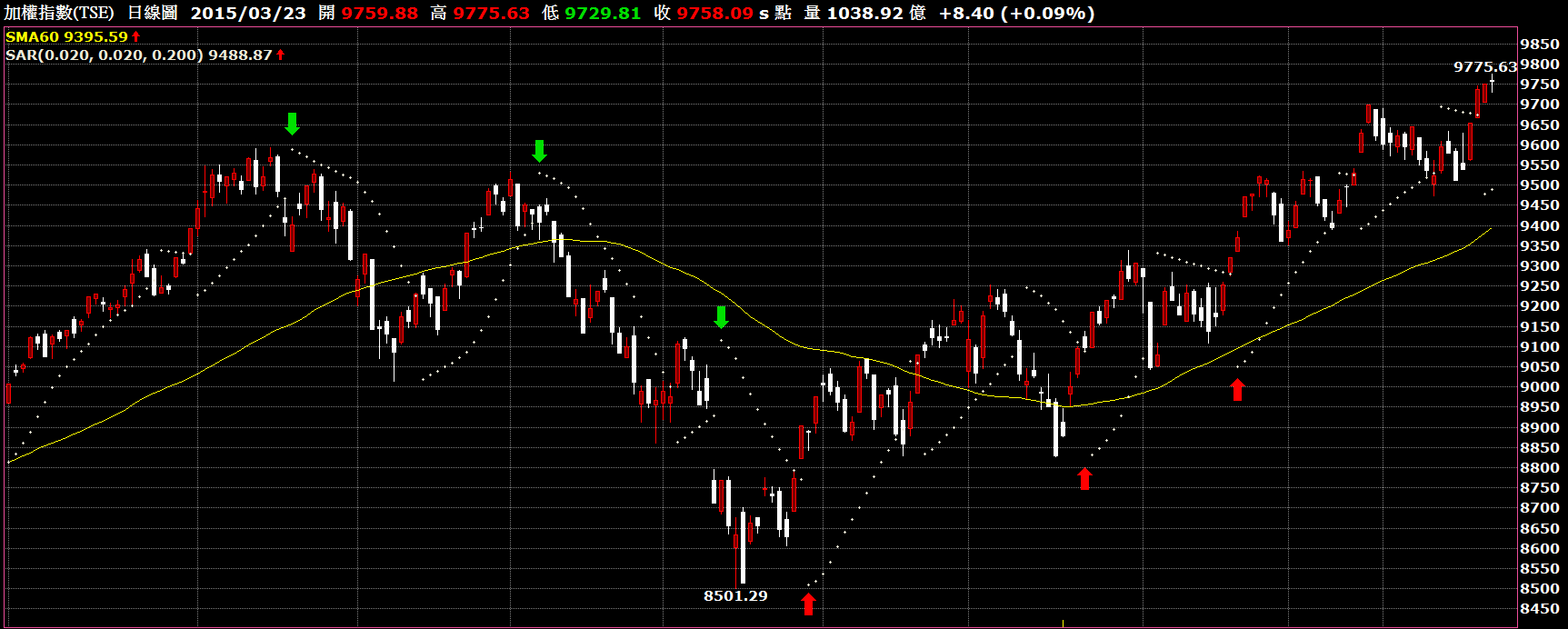
台股加權指數技術線圖：
日K線、60日移動平均和SAR（抛物線指標）。

## 計算方法
〖基本公式〗
{\displaystyle {SAR}_{t}={SAR}_{t-1}+\alpha ({EP}_{t-1}-{SAR}_{t-1})}
【註】
1. {\displaystyle t}：交易日，{\displaystyle t-1}：前一交易日；
2. {\displaystyle \alpha }：加速因子、調整係數，{\displaystyle 0.02\leq \alpha \leq 0.2}；
3. {\displaystyle SAR}：抛物線指標；
4. {\displaystyle EP}：區間極值（最高價EPH或最低價EPL）。

〖漲勢買進〗
{\displaystyle SAR_{0}=} 近期相對最低價{\displaystyle {\begin{smallmatrix}EPL\end{smallmatrix}}}。
{\displaystyle {SAR}_{t}={SAR}_{t-1}+\alpha ({EPH}_{t-1}-{SAR}_{t-1})}
- 當股價高點向上穿越SAR時，採漲勢買進公式，計算新SAR值。

〖跌勢賣出〗
{\displaystyle SAR_{0}=} 近期相對最高價{\displaystyle {\begin{smallmatrix}EPH\end{smallmatrix}}}。
{\displaystyle {SAR}_{t}={SAR}_{t-1}-\alpha ({SAR}_{t-1}-{EPL}_{t-1})}
- 當股價低點向下跌破SAR時，採跌勢賣出公式，計算新SAR值。

## 威爾德系統
- 相對強弱指數
- 動向指數

## 內部連結
- 技術分析
- 移動平均